# Batagur
Batagur is een geslacht van schildpadden uit de familie Geoemydidae. Er zijn zes soorten, die vroeger tot andere geslachten werden gerekend zoals het niet langer erkende geslacht Kachuga. De groep werd voor het eerst wetenschappelijk beschreven door John Edward Gray in 1856.
Alle soorten komen uitsluitend voor in zuidelijk Azië. De schildpadden komen voor in de landen Thailand, India, Pakistan en Bangladesh, een enkele soort tot in China. De verschillende soorten worden dakschildpadden genoemd vanwege de duidelijk zichtbare kiel op het midden van het schild. De verhoging loopt bij een aantal soorten uit in een soort stekel- of kielachtige punt, dat wat lijkt op het dak van een huis. Vrijwel alle soorten zijn sterk bedreigd.

## Taxonomie
Geslacht Batagur
- Soort Batagur affinis
- Soort Batagurschildpad (Batagur baska)
- Soort Callagurschildpad (Batagur borneoensis)
- Soort Batagur dhongoka
- Soort Gewone dakschildpad (Batagur kachuga)
- Soort Batagur trivittata